# 熊丸真太郎
熊丸 真太郎（くままる しんたろう、1976年（昭和51年）6月 - ）は、日本の教育学者。福岡県出身。福岡県立福岡中央高等学校、福岡教育大学教育学部卒業。同大学院教育学研究科修士課程学校教育専攻修了。

## 経歴
- 1995年 福岡県立福岡中央高等学校を卒業。
- 1999年 福岡教育大学教育学部小学校教員養成課程教育学・教育心理学専修を卒業。
- 2001年 福岡教育大学大学院教育学研究科修士課程学校教育専攻を修了。
- 2002年 広島大学大学院教育学研究科博士課程後期教育人間科学専攻を退学。徳島文理大学短期大学部保育科専任講師に就任。
- 2003年 徳島歯科学院専門学校非常勤講師に就任。
- 2007年 徳島文理大学短期大学部保育科准教授に就任。
- 2009年 島根大学教育学部初等教育開発講座講師に就任。
- 2014年 島根大学教育学部初等教育開発講座准教授に昇任。

## 所属学会
九州教育経営学会会員（1999年）、中国四国教育学会会員（2000年）、日本教育経営学会会員（2000年）、日本学校教育学会会員（2003年）、日本子ども社会学会会員（2004年）、日本教育社会学会会員（2004年）、日本教育行政学会会員（2004年）

## 著書
- 『ティーチング・プロフェッション－21世紀に通用する教師をめざして－』（曽余田浩史・岡東壽隆、明治図書、2002年）
- 『校長の資格・養成と大学院の役割』（小島弘道、東信堂、2004年）
- 『教育学をまなぶ－つながり・学び・育てる教育学－』（山崎清男、川島書店、2004年）
- 『生徒指導・進路指導実践チェックリスト』（秦政春、教職開発研究所、2004年）
- 『教育経営学の視点から教師・組織・地域・実践を考える－子どものための教育の創造－』（岡東壽隆（監修）杉山浩之・諏訪英広・曽余田浩史・林孝・福本昌之・矢藤誠慈郎（編著）、北大路書房、2009年）
- 『新・保育原理－すばらしき保育の世界へ－』（三宅茂夫、みらい、2009年）